# Toy Story (trilha sonora)
A trilha sonora de Toy Story foi produzida pela Walt Disney Records e foi lançado em 22 de novembro de 1995, na semana de lançamento do filme. A trilha sonora foi feita por Randy Newman. Apesar do sucesso de críticas do álbum, a trilha sonora só chegou a posição #94 na parada musical "Billboard 200 Album Chart". A fita cassete e CD single de "You Got a Friend in Me" foi lançado em 12 de abril de 1996, para promover o lançamento da trilha sonora. A trilha sonora foi remasterizada em 2006 e, embora ele não está mais disponível fisicamente, o álbum está disponível para a compra digitalmente em lojas como iTunes. A canção "You Got a Friend in Me" foi indicada ao Oscar de melhor canção original e a trilha instrumental foi indicada ao Oscar de melhor banda sonora. "You Got a Friend in Me" perdeu para "Colors of the Wind", canção do filme da Disney "Pocahontas".
A trilha sonora foi lançada no Brasil no mesmo ano de lançamento do filme no país, com duas edições: a original e a brasileira. Em 2010, a trilha foi relançada em um combo acompanhando o DVD do filme.

## Faixas

### Versão original
Todas as faixas escritas e compostas por Randy Newman. 
| N.º            | Título                                     | Intérprete(s)              | Duração |  |
| 1.             | "You've Got a Friend in Me"                | Randy Newman               | 2:04    |  |
| 2.             | "Strange Things"                           | Randy Newman               | 3:18    |  |
| 3.             | "I Will Go Sailing No More"                | Randy Newman               | 2:57    |  |
| 4.             | "Andy's Birthday"                          |                            | 5:58    |  |
| 5.             | "Soldier's Mission"                        |                            | 1:29    |  |
| 6.             | "Presents"                                 |                            | 1:09    |  |
| 7.             | "Buzz"                                     |                            | 1:40    |  |
| 8.             | "Sid"                                      |                            | 1:21    |  |
| 9.             | "Woody and Buzz"                           |                            | 4:29    |  |
| 10.            | "Mutants"                                  |                            | 6:05    |  |
| 11.            | "Woody's Gone"                             |                            | 2:13    |  |
| 12.            | "The Big One"                              |                            | 2:51    |  |
| 13.            | "Hang Together"                            |                            | 6:02    |  |
| 14.            | "On the Move"                              |                            | 6:18    |  |
| 15.            | "Infinity and Beyond"                      |                            | 3:09    |  |
| 16.            | "You've Got a Friend in Me (Duet Version)" | Randy Newman & Lyle Lovett | 2:42    |  |
| Duração total: | Duração total:                             | Duração total:             | 51:44   |  |

## Tabelas musicais

### Paradas semanais
| Parada musical (1995)        | Melhor posição |
| ---------------------------- | -------------- |
| Estados Unidos Billboard 200 | 94             |